# The Altar
Pour les articles homonymes, voir Altar (homonymie).
 (mai 2018).
Si vous disposez d'ouvrages ou d'articles de référence ou si vous connaissez des sites web de qualité traitant du thème abordé ici, merci de compléter l'article en donnant les références utiles à sa vérifiabilité et en les liant à la section « Notes et références ».
Albums de Banks (chanteuse)
Goddess
(2014)
The Altar est le deuxième album studio de la chanteuse américaine et auteur-compositeur Banks.
Il est sorti le 30 septembre 2016 chez Harvest Records. Banks a collaboré avec plusieurs producteurs sur l'album, y compris Tim Anderson, Sohn et Al Shux, avec qui elle a travaillé sur son premier album studio, Goddess. L'album a reçu généralement des critiques positives et est devenu son deuxième top 20 aux États-Unis. Il a engendré quatre singles : Fuck With Myself, Gemini Feed, Mind Games et To the Hilt.

## Histoire
Le 4 novembre 2015, Banks sort un single intitulé Better, accompagné de sa vidéo. Banks a assuré, pour la seconde fois, la première partie de la tournée de The Weeknd The Madness Fall Tour à travers l’Amérique du Nord de novembre à décembre 2015. Elle annonce le 8 juin 2016 qu’elle a fini de travailler sur son second album. Le 29 juillet, Banks révèle le titre de son nouvel album, The Altar, ainsi que sa couverture et sa date de sortie.
Le titre principal de l’album, Fuck With Myself, est sorti le 12 juillet 2016. Elle en fait sa première performance sur Zane Lowe’s Beats 1 radio show, où elle dit que ce fut la dernière chanson qu’elle a écrite pour cet album. « Il y a tellement de significations à ça » qu’elle dit de la chanson : « Ça pourrait être je merde avec moi-même, je merde avec moi-même plus que n’importe qui. Ça pourrait être je merde avec moi-même, du style, je me sens moi-même. Ça veut dire beaucoup de choses et je pense que beaucoup de personnes peuvent s’identifier à ça. » Le second single de l’album Gemini Feed, qu’elle a présenté sur Annie Mac’s BBC Radio 1 show, le 2 août 2016 a été digitalement sorti le 19 août 2016, suivi de To The Hilt le 16 septembre 2016. Une vidéo pour le morceau Trainwreck est sortie le 18 janvier 2017.

## Réception
The Altar a reçu des critiques généralement positives. Chez Metacritic, qui attribue une note sur 100 aux critiques des publications du grand public, l'album a reçu un score moyen de 70, basé sur 17 avis. Jamie Milton, du magazine Diy, a écrit que « lorsque l'on se tourne vers la jugulaire, Banks combine une confiance sans faille, des détails et des refrains gigantesques dans le même mouvement », ajoutant que « The Altar est très proche d'un pop pop[Quoi ?] ». George Garner du magazine Q a appelé l'album stunning, déclarant que Banks a excellé à transformer la cicatrice romantique accumulée en songcraft mesmeric[Quoi ?] et The Altar marque une intensification radicale de ses talents. Neil Z. Yeung de AllMusicopined dit que « Banks a renforcé sa voix - résolument et avec une valeur de production accrue - dans les deux ans depuis ses débuts avec Goddess ». Shahzaib Hussain de Clash Magazine a vu The Altar comme « plus texturé et astucieux que Goddess, Banks grandit dans son rôle d'écrivain, confirmant la mélancolie sensuelle qui caractérise ses débuts ».
Sur le site web Pitchfork spécialisé dans la critique de musique indépendante, il est dit que « Trainwreck évoque, à merveille, l'obscurité particulière de la radio pop au début des années 2010 - des vocaux soufflés, de grosses nappes de synthé menaçantes, une panique à peine dissimulée ».
Sur Mediacritic, Sputnikmusic qualifie l'assurance de cet album comme inspirant, observable[incompréhensible], et le résultat très clair de l'ascension de Banks comme auteur-compositeur.

## Performance commerciale
The Altar entre à la 17e place du Billboard 200 avec 14 220 copies vendues.

## Titres
| 1.           | Gemini Feed          | - Jillian Banks - Christopher Taylor                                                                  | - Sohn - Chris Spilfogel                    | 3:25  |
| 2.           | Fuck with Myself     | - Banks - Alexander Shuckburgh - Tim Anderson                                                         | Al Shux                                     | 2:55  |
| 3.           | Lovesick             | - Banks - Nate Mercereau - Derek Taylor                                                               | - Anderson - Sohn                           | 3:20  |
| 4.           | Mind Games           | - Banks - C. Taylor - Anderson                                                                        | - Sohn - Anderson                           | 4:49  |
| 5.           | Trainwreck           | - Banks - Anderson - Dacoury Natche - Aron Forbes - Jesse Rogg                                        | - Anderson - DJ Dahi - Forbes               | 3:24  |
| 6.           | This Is Not About Us | - Banks - Natche - C. Taylor                                                                          | - Sohn - DJ Dahi                            | 3:03  |
| 7.           | Weaker Girl          | - Banks - Anderson - Jenna Andrews - Trevor Lawrence Jr. - Forbes                                     | - Anderson - Forbes                         | 4:16  |
| 8.           | Mother Earth         | - Banks - Andrews                                                                                     | - Anderson - Forbes                         | 3:56  |
| 9.           | Judas                | - Banks - Ahmad Balshe - Danny Schofield - Benjamin Diehl - Richard Munoz - Faris Al-Majed - Anderson | - DannyBoyStyles - Ben Billions - The Anmls | 3:56  |
| 10.          | Haunt                | - Banks - Natche - Anderson                                                                           | DJ Dahi                                     | 3:42  |
| 11.          | Poltergeist          | - Banks - John Hill - Anderson                                                                        | Hill                                        | 3:32  |
| 12.          | To the Hilt          | - Banks - C. Taylor                                                                                   | Sohn                                        | 4:36  |
| Durée totale | Durée totale         | Durée totale                                                                                          | Durée totale                                | 44:54 |